# Nikolai Saksonov
Nikolai Saksonov (n. 6 ianuarie 1923, Ținutul Perm, Rusia – d. 2 noiembrie 2011, Elektrougli, Moscova, Rusia) a fost un halterofil ce a reprezentat Rusia, medaliat olimpic. A participat la o ediție a Jocurilor Olimpice (1952) în care a câștigat o medalie de argint.

## Participări
Lista de mai jos prezintă principalele competiții la care a participat Nikolai Saksonov de-a lungul carierei.
- weightlifting at the 1952 Summer Olympics – men's 60 kg[*]